# جورجيان دافيس
جورجيان دافيس أستاذة جامعية مساعدة في علم الإجتماع في جامعة نيفادا، لاس فيغاس الأمريكية.

## مواضيع ذات صلة
- التشخيص الوراثي للثنائي الجنس